# Agnès Spaak
Agnès Spaak (Boulogne-Billancourt, 29 aprile 1944) è un'attrice e fotografa belga.

## Biografia
Nata in Francia, proviene da una famiglia belga che annoverava fra i suoi membri anche artisti e uomini politici. Sua madre era l'attrice Claudie Clèves, il padre Charles era uno sceneggiatore cinematografico, mentre lo zio Paul-Henri Spaak ricoprì per più mandati la carica di primo ministro del Belgio. Sua zia era Suzanne Spaak e sua sorella era l'attrice Catherine Spaak. Talvolta è stata accreditata come Anna Malsson. Agnes Spaak ha recitato al cinema e televisione fra il 1962 e il 1974. Lasciata l'attività di attrice a metà anni settanta, ha proseguito poi quella di fotografa.
Nel 1975 si è trasferita a Milano dove ha iniziato a lavorare come fotografa per aziende di moda e con la casa editrice Edilio Rusconi, con cui ha collaborato per molti anni. Si è poi trasferita alla Hachette.
Ha realizzato scatti anche per le società di produzione cinematografica Twentieth Century Fox e Titanus.
Il 20 maggio 1967 si è sposata a Nizza con il regista romano Pietro Sciumé.

## Filmografia
- I malfattori (Los atracadores) (1962)
- Dolce violenza (Douce violence) (1962)
- I Don Giovanni della Costa Azzurra, regia di Vittorio Sala (1962)
- Spia S.05 missione infernale (Sursis pour un espion) (1963)
- Le amanti del dr. Jekyll (El secreto del Dr. Orloff) (1964)
- Bianco, rosso, giallo, rosa (1964)
- La ragazzola (1965)
- I soldi (1965)
- Un amore, regia di Gianni Vernuccio (1965)
- Te lo leggo negli occhi, regia di Camillo Mastrocinque (1966)
- Agente X-77 - ordine di uccidere (1966)
- La fabbrica dei soldi (Les combinards) (1966)
- Spie contro il mondo (1966)
- Killer calibro 32 (1967)
- Dio li crea... Io li ammazzo!, regia di Paolo Bianchini (1968)
- Meglio vedova, regia di Duccio Tessari (1968)
- La morte sull'alta collina (1969)
- ...E intorno a lui fu morte (Pagó cara su muerte) (1969)
- Fermate il mondo... voglio scendere!, regia di Giancarlo Cobelli (1970)
- Ehi amigo... sei morto!, regia di Paolo Bianchini (1970)
- Cose di Cosa Nostra, regia di Steno (1971)
- Riuscirà il nostro eroe a ritrovare il più grande diamante del mondo?, regia di Guido Malatesta (1971)
- Nucleo centrale investigativo (1974, serie televisiva, episodio L'intruso)